# Taborio (Notoue)
Taborio ist ein Ortsteil von Notoue im Nordosten des Tarawa-Atolls in den zum Inselstaat Kiribati gehörenden Gilbertinseln im Pazifischen Ozean. Er besteht hauptsächlich aus den Gebäuden und Einrichtungen des katholischen Immaculate Heart College, der einzigen Senior High School in North Tarawa.